# 戦国ARMORS
『戦国ARMORS』（せんごくアーマーズ）は、榊ショウタによる日本の漫画。『週刊少年ジャンプ』（集英社）2010年9号に読み切りとして掲載され、2011年14号から同年31号まで連載された。話数単位は「第○幕」（○には漢数字が入る）。

## あらすじ
世は戦国。本能寺の変から10年後、豊臣秀吉は天下を統一し浪花時代が到来した。荒廃する世の中、兵器・甦土武（ソドム）を使用し僧・天海と織田信長の娘・お長が秀吉を討伐する旅に出る。

## 登場人物

### 主要人物
天海 / 明智光秀（てんかい / あけち みつひで）
本編の主人公。菩提寺に住み、各地を流浪する僧。大永6年（1526年）生まれ。66歳。
煩悩を断ち切れておらず、特に女性に対しては露骨に助平な態度をとり、そのたびに弟子の無垢に殴られている。好きなものは「女性の笑顔」。好みの衣装は尼。
その正体は「天下の逆賊」といわれる明智光秀。秀吉の起こした本能寺の変の陰謀により罪を着せられ、葬られたとされていた。実際は僧に身をやつし、秀吉を討伐する機会をうかがっていた。信長に仕えていた頃は、一人で千人の敵を葬り去る、「最強の遊撃手」として名を馳せた。五大甦土武の一つ・迦楼羅の使い手。その熱により治癒力が増しているため、実年齢よりも非常に若く見える（お長からは「顔面詐欺」と言われた程）。少年漫画の主人公としては異例の高齢。
無駄な殺生は好まない性格だが、己の信念を守るためであれば、何度やられても立ち上がる執念を持つ。信長の思想に共感し、戦乱の世を平定し泰平の世をもたらすことを理想としている。
本能寺の変から10年後、お長と共に秀吉を討伐する旅に出る。お長にはかなり過保護な一面を見せている。
諏訪湖の砦に豊臣方の追手が迫った際、お長らを逃がすために殿軍を務め、秀吉の手に落ちる。その後、安土城跡での秀吉との直接対決にて帝釈天を獄落によって琵琶湖湖中に沈めると引き換えに命を落とすが、変若水を飲まされたことによって一命を取り留め、再びお長たちと旅に出る。
- 使用甦土武：迦楼羅

炎手正拳（えんしゅせいけん）
熱を帯びた迦楼羅を使い繰り出す正拳。
般若心拳（はんにゃしんけん）
十念の間だけ、寿命を削るほどの莫大な生気を放出し、甦土武の力を限界まで引き出すことが出来る。光秀の場合、迦楼羅が発する熱を4000度まで高めることが出来る。
般若炎手刀（はんにゃえんしゅとう）
般若心拳を使うことにより使用できる。地面を殴りつけることにより、爆発を引き起こす。
般若炎掌拳（はんにゃえんしょうけん）
般若心拳を使うことにより使用できる。迦楼羅に全生気を集中させ、大爆発を伴う掌底を放つ。
終之構（ついのかまえ）
迦楼羅の装甲を外し、迦楼羅の全発火能力を解放するための最終形態。
この奥義は1回しか使えず、自らの命と共に全てを燃滅させる最後の切り札。
獄烙（ごくらく）
般若心拳奥義。自らの命と引き換えに、巨大な爆炎を起こして全てを吹き飛ばす。
お長（おちょう）
ヒロイン。信長の実の娘。16歳（この点から、実在する信長の六女・三の丸殿および七女・於振、八女・月明院のいずれかに相当することがうかがえる）。一人称は「われ」。
プライドが高く、活発な性格の少女。主君を裏切り天下を統一した秀吉を憎み、光秀のことを慕っていた。10年間岐阜城に幽閉されており、成人を機に「秀吉の妾にする」との名目で無理やり輿入れさせられるが、光秀と無垢に救出される。その後は秀吉討伐の儀を唱えた光秀に対し、光秀の反対を押し切って「主君」という形で付いていく。旅のさなか、次第に光秀に思いを寄せるようになっていく。
気が強い反面、「美しい」などという純粋なほめ言葉には弱い側面がある。また、意外と強いほか胸もある。
史上最強と言われる甦土武・帝尺天の封印を解く鍵であるため、秀吉に狙われている。そのため、政宗らが所持していた変若水によって幼女にまで若返らされたことも（本人は不本意だった上、胸がなくなっていたことにショックを受けていた）。
諏訪城の陥落後、光秀が豊臣方に捕らわれたことに責任を感じ、自ら豊臣方に投降。そのさなかに変若水の効果が切れ、元の年齢に戻ってしまう。帝釈天を解放しようとするが、光秀に止められ、彼らの活躍によって無事救出された。
無垢（むく）
光秀の弟子の少年。お長からは「ムッくん」と呼ばれる。
光秀が菩提寺に落ち延びてきた時から、ずっと傍で仕えている。女性に弱い光秀が煩悩を見せるたび、尺やハンマーを使って力ずくで止める。また、人を拷問するのも得意。
人間が甦土武を使える身体にする、機械技師としての顔も持つ。コミックス2巻の巻末描き下ろしイラストでは成長した姿を見せている。
石川五右衛門（いしかわ ごえもん）
全国で騒がれている盗賊一家の頭領。権力や富を蓄えた大名を狙い、奪った金を庶民に恵んでいる義賊にして、浪花政権が最も危険視する第一級のお尋ね者。光秀に負けず劣らずの女たらしで、後味の悪い生き方を嫌う。元伊賀流隠密機動隊であり、幼少期から伊賀忍者として修業を受けてきた。また、情報通で額には十字の傷がある。
「応応（オウオウ）」と喋るのが口癖。かつて信長の居城に潜入した折、窮地に陥り額に傷を負うもお市に命を救われたことがあり、甦土武・夜叉を使って自分に「人」としての生き方を教えてくれたお市を救いだそうと考えている。復讐に来た大名から庶民を守ってもらった礼に、光秀たちの旅に同行する。
無垢によって、政宗から譲り受けた夜叉を使える身体になった。その際に用済みとなった光秀たちの元を離れようとするも、光秀によって強引に引き戻された。後に無垢、お長と共に諏訪城に乗り込み、信玄と対決。光秀と協力し、信玄を倒した。
- 使用甦土武：夜叉

浮（ウキヨエ）
伊賀流隠密移動術。巧みな足さばきで華麗に移動する。
浮雲"鱗"（うきぐも うろこ）
細かい旋風を飛礫のようにして放つ。
浮雲"旋"（うきぐも つむじ）
夜叉によって発生した風の渦で、敵を空高くへと吹き飛ばす。
浮雲"蜷"（うきぐも とぐろ）
高速回転しながら旋風を打ち出す。
浮雲"紅蜷"（うきぐも べにとぐろ）
迦楼羅の熱風を吸い込み、炎の渦のようにして旋風を打ち出す。
浮雲"朧"（うきぐも おぼろ）
風の力を利用した強力な蹴り。
浮雲"鼬"（うきぐも いたち）
足元に向けて空気の刃を放つ。
浮雲"吹雪"（うきぐも ふぶき）
風の力を利用し、相手を空高くへ蹴り上げる。
浮雲"朧・望月"（うきぐも おぼろぼうげつ）
巨大な旋風を、蹴りと共に相手に叩きこむ。

### 豊臣勢
豊臣秀吉（とよとみ ひでよし）
戦国の世を統一した武将。「天下統一」とは名ばかりの治世で、逆らう弱者は容赦なく皆殺しにする性格の持ち主。信長に仕え、甦土武の力で天下統一を為すところまでは共通していたが、「世界侵略を進める外国の脅威に対抗するためには、選ばれた甦土武と兵をもって日本も世界に乗り出し戦うべき」と、信長とは反対の思想を抱いていた。そのため甦土武の力で天下統一を為した後は甦土武を全て破壊するつもりであった信長に対して外国の脅威などを説くが聞き入れられず、謀反を決意。本能寺の変で主君である信長を殺害し、その罪を全て光秀に着せた。
貧しい農民の家に生まれ出世してきたため、「力」こそが世を支配するという信念の下、天下人へとのし上がった。そのため強者には非常に寛大。考え方は正反対ながら光秀を戦友として認めており、謀反の前も、その後も光秀に自分の仲間になるように誘い続けている。力を示さない部下は自分の隊に居ることすら許さないなど独自の教育方針を持つ。戦時においては、たった一人で千五百人の兵士を殺した実績を持つ猛者。
- 使用甦土武：阿修羅

阿修羅六雷道（あしゅら りくらいどう）
6本の腕から同時に雷を放つ。
阿修羅"雷銃"（あしゅら らいがん）
銃の腕から雷を放つ。
武田信玄（たけだ しんげん）
信濃国を治める武将。「戦国最強の親虎」と言われる猛者で、強者との戦いを求めている。
駄洒落を考えることが得意だが、センスはいまいちでウケないとヘコむ。越後の上杉謙信にも洒落を書いた紙を送り、「寒い」と返された（史実では、この時期の謙信は故人となっている）ことがある。
戦場での殺し合いにこそ己の存在意義を見出す戦闘狂。帝釈天を解き放ち戦乱の世を復興させるため、秀吉に従いお市を軟禁している。秀吉にとって、お市は戦乱の世を復活させる鍵でしかなかったが、それでも同じ孤独を知る者としてお市を拠り所にしていた。
20年ほど前に病没したが、変若水の力で復活した。享年51歳ながらも、若々しい屈強な肉体を誇る。背中に変若水が入った壺を背負っているため再生能力を持ち、いくら攻撃してもたちどころに回復してしまう上、甦土武無しでも光秀を圧倒する強さを持つ。反面機動力はさほど高くなく、さらに攻撃を受け続けることで変若水が少なくなると、傷の治りが遅くなるという弱点もある。
諏訪湖の砦でお市を軟禁し、救出を試みた光秀を城外で、五右衛門を城内で各々圧倒する。しかし最期は光秀と五右衛門のタッグの前に敗北し、崩れ行く砦と運命を共にした。死亡したかと思われていたが、諏訪湖の変若水を浴びたことで復活し、光秀の下に駆け付けた。
- 使用甦土武：乾闥婆

対武人式風林火山（たいぶじんしき ふうりんかざん）
「風林火山」になぞらえた武術。
"風の構え"百花風乱（かぜのかまえ ひゃっかふうらん）
目にもとまらぬ速さで、相手に裏拳を叩きこむ。
"林の構え"臥林嘗胆（はやしのかまえ がりんしょうたん）
相手の側面に回り込み、腹と背を同時に殴りつける。
"林の構え"快刀林麻（はやしのかまえ かいとうりんま）
強力な回し蹴り。
"火の構え"気火万丈（ひのかまえ きかばんじょう）
地面を踏むと共に大爆発を引き起こす。
"咆哮の構え"虎火砲（ほうこうのかまえ こうかほう）
乾闥婆から発せられた気泡を相手に叩きこみ、衝撃を与える。
"咆哮の構え"虎火奥玉砲（ほうこうのかまえ こうかおうぎょくほう）
虎火砲の何倍もの大きさを持つ巨大な気泡を放つ。変若水が減った信玄が、自身に残された生命力の全てを注ぎ込んだ最期の技。
伊達政宗（だて まさむね）
奥州伊達家の当主。「独眼竜」の異名を持つ若い武者。秀吉に忠誠を誓っている様子は無く、自らの手で天下統一を狙う。
25歳ながらも背が低いことにかなりのコンプレックスを感じており、「寝る子は育つ」という言葉を信じてよく寝ている。それだけに自身の眠り（＝成長）を妨げる者には厳しい。
「弱者は強者にひれ伏す」を信条とし、自らの強さを原動力に、天下を狙う。夜叉を使った高速移動や風による攻撃は強力でかなり強い（かつて夜叉を狙って五右衛門が潜入した人取橋の戦いにて、三万人の兵士を一晩の内に単独で打ち破ったことがある）が、その強さに驕りを見せることがある。
お長を保護し、若返らせて帝釈天の復活を阻止するべく、自らお長の捕縛を買って出る。滞在していた松本城に攻め込んできた光秀に対し、小十郎の計らいで一対一の闘いに持ちこむ。夜叉の力を持って光秀を圧倒するが、般若心拳を使った光秀の前に敗北した。その後、光秀に餞別として「夜叉」を与えた。さらに、安土城跡から脱出する光秀たちの下に小十郎と共に顔を隠して現れ、「光秀は自分が倒す」と告げながらも彼らの逃走に貢献した。
- 使用甦土武：夜叉

空刃弦月（くうばげんげつ）
夜叉を装備した状態で蹴りを繰り出し、同時に発生する旋風で相手を切り裂く。
半月乱刃（はんげつみだれば）
空刃弦月の応用技。無数の旋風が相手に襲いかかる。
望月（ぼうげつ）
空刃奥義。竜巻のような空刃で、相手を切り刻む。
片倉小十郎（かたくら こじゅうろう）
政宗の家臣。かなりの長身。物腰柔らかで、礼儀正しい性格。政宗のことを「坊っちゃん」と呼び、子ども扱いしているが、その忠誠心は高い。
政宗を打ち破った光秀の実力を認め、秀吉がお長を狙う理由を彼らに打ち明ける。
神子田（みこだ）
豊臣秀吉の親衛隊「黄母衣衆」の一員。秀吉から槍型甦土武「青鬼」を拝領した。「弱い奴は生きる価値なし」という考えを持つ。「うわはは」と笑う。
お長を追って光秀の住む寺院を襲うが、迦楼羅で青鬼を焼かれた。その後脇差で光秀を殺そうとするが、返り討ちにされてしまう。
- 使用甦土武：青鬼

兄キ（仮称）
第2話で、お長を狙って現れた黒脛巾組の頭領。大男で女性に目が無い。自身の腕に相当な自信を持っている。一国一城の大名になり、贅の限りを尽くす野望がある。
団子屋になりすましてお長を捕らえるが、その直後光秀に倒される。
- 使用甦土武：牛頭

牛頭爆壊（ごずばくかい）
牛頭を叩きつけることにより、大爆発を引き起こす。

### その他
織田信長（おだ のぶなが）
戦国武将の一人。第六天魔王と呼ばれた戦の達人。甦土武を造り出し、数々の戦を制したと言われる。
光秀に度々、戦国の世を生きる上での教えを説くこともあった。光秀によれば、信長自身は甦土武のことを「戦国の世を斬って捨てる」ための力と考えていたらしい。
甦土武の武力により敵対者を倒し続け天下統一を進めていたが、天下統一を為した後は甦土武を全て破壊するつもりでおり、その思想に反発した秀吉によって1582年、本能寺の変により死亡する。
お市（おいち）
信長の実の妹。天下一の美女として知られる。光秀も幾度となくお市に対して下心を見せ、信長に300回も殴られていたらしい。信玄の駄洒落に対して真面目に返答するなどやや天然ボケの面があり、お長曰く「しっかりしてなくて頼りにならないダメな姉」。その一方、幕間では腹黒い一面を見せており、自身が前より若々しくなっていることを指摘したお長に詰め寄ったり、自身をけなしつつも心配したお長に対しては幼少期のお長の寝小便を自身が処理していたことをネタに威圧していた。
お長と同じく、帝釈天を目覚めさせる鍵となる存在。そのため、秀吉に追い詰められた際に自害した。しかし、変若水の力により復活し、封印を解くために信玄の砦で生気を蓄えていたが、光秀と五右衛門に救出された。人魚の甦土武に満たされた変若水に常時漬かっていなければ死んでしまう。享年35～6歳ながらその美貌は健在。
お長の叔母であるが、お長からは「市姉さん」と呼ばれ、慕われている。
- 使用甦土武：人魚

## 甦土武（ソドム）
信長によって開発された史上最強の武器。古の霊獣の屍から精製されたと言われ、持ち主の生命力を神通力に替え、絶大な力を生み出すことが出来る。

信長亡き後、その全てが秀吉のものになったと言われる。

使用する際は、身体のどこかにある穴にコードのようなものを差し込み、そこから己の生命力を供給する。また、甦土武は大人（作中では16歳以上の人間を指す）にしか使えないらしい。解号は「丹田呼応（たんでんこおう）」。

### 五大甦土武
かつて、信長の重臣たちに与えられたと言われる5つの強力な甦土武。それぞれ守護神の名を冠しており、量産型のそれとは一線を画する性能を持つ。
阿修羅（あしゅら）／使用者：豊臣秀吉
甦土武一號機。六つの腕をもつ甦土武で、背中に装着している。腕の先端は左右対称に銃、爪、刀の形を模しており、雷を発して攻撃する。無垢いわく「重臣級最強甦土武」とのこと。
乾闥婆（けんだつば）／使用者：武田信玄
甦土武三號機。虎の顔を模した爪型の甦土武。己の生命力を気泡にして相手に打ち込む。重臣級一の攻撃力を持つが、使用すると術者の生気を著しく失うため普通の人間には扱えない。
迦楼羅（かるら）／使用者：明智光秀
甦土武四號機。巨大な籠手型の甦土武。右手に装着し、籠手から放たれる灼熱の火炎であらゆるものを溶解・焼滅させる力を持つ。力をためて掌抵を繰り出すことで、大爆発を引き起こすことも可能。
夜叉（やしゃ）／使用者：伊達政宗 → 石川五右衛門
甦土武五號機。足甲型の甦土武。大気を吸収し、それを踝の辺りから繰り出してあらゆるものを切り裂き、吹き飛ばす。ホバリングで飛行したり、空中で加速することも可能。信長の存命中は、関東の平定を任された滝川一益が所有していた。

### その他の甦土武
帝釈天（たいしゃくてん）／使用者：お長
甦土武零號機。史上最強の甦土武と言われる。安土城跡に保管されていた。秀吉に忠誠を誓ったお長が封印を解こうとするが、お長の生命力では解くことが出来ず、その後光秀に阻止され湖中に消えた。
青鬼（あおおに）／使用者：神子田
三日月形の刃を持つ槍型の甦土武。量産型の甦土武で、攻撃した際の衝撃波であらゆるものを粉砕する。迦楼羅で簡単に焼き壊された。
牛頭（ごず）／使用者：兄キ
金棒型の甦土武。殴り付けると同時に爆発を引き起こす。
人魚（にんぎょ）／使用者：お市
水槽型の甦土武。「変若水」を作りだす。
変若水（ヲチミズ）
血肉に不老不死の力を宿すと言われる水。生者（動植物）を一時的に若返らせ、死者を蘇らせる効能を持つ。
この水で蘇った死者は、常に変若水を浴びていなくてはならない。

## 用語
諏訪湖（すわこ）
武田信玄が根城を構える巨大な湖。入った生物は一瞬にして大きく若返ってしまうため、得体のしれない湖として怖れられている。
黄母衣衆（きぼろしゅう）
豊臣秀吉の親衛隊。
黒脛巾組（くろはばきぐみ）
伊達家に仕える隠密の一派。

## 読切版
本作のプロトタイプ。2010年9号掲載。単行本には未収録。

### あらすじ
時は1590年。武蔵国のとある寺に住む僧侶・天海は川から不思議な鍵を首に下げて流れてきた謎の少女・イズミを救出する。イズミによると、鍵の正体はかつて周の武王が作った国を滅ぼすほどの力を秘めた兵器・「戦器（せんき）」の中でも最強を誇る「戦器第伍0號（せんきだいごじゅうごう）」を封じた錠の鍵の一つであり、戦器の封印を解こうと企む豊臣方から狙われていたのだった。天海は、イズミと共に残る49個の戦器に内蔵された鍵を守るべく、戦器を巡る戦いに身を投じていく。

### 登場人物
天海/明智光秀
本作の主人公。スケベぶりといざという時の頼もしさは連載版同様だが、性欲をそそられる局面に陥ると「煩悩が出ている」と平常心を取り戻そうとする。連載版とデザインがやや異なり、三白眼と髪を頭の後ろで結って額を出しているのが特徴。表向きは寺の僧侶だが、正体は明智光秀その人であり、密かに徳川家康と通じている。力に溺れ狂ったかつての主君・信長を自らの手で討った過去を持つ。連載版の迦楼羅にあたる戦器は両腕に装備する。
イズミ
本作のヒロイン。徳川方のくノ一で、戦器第伍0號を封印している錠を開ける鍵を持って光秀のいる寺に流れ着いた。実はかつて信長に故郷を滅ぼされた孤児であり、光秀に拾われて徳川家に仕えるようになった過去を持つ。外見・ポジションは連載版のお長に引き継がれている。
青年僧
光秀の住む寺にいる僧侶の一人。外見は、2巻の巻末描き下ろしの成長した無垢に引き継がれているが、本編には深く関わらない。
豊臣秀吉
シルエット姿で登場。天下統一のため、残る鍵を内蔵した戦器を狙っている。
片桐且元（かたぎり かつもと）
秀吉の部下の一人。秀吉の命令により鍵を探索していた。イズミを発見し鍵を強奪しようとするも、正体を明かした光秀に一蹴された。
織田信長
連載版と異なり、戦器の力に取り憑かれて覇道を行かんとするも志半ばで光秀に討たれる。

## 単行本
- 榊ショウタ 『戦国ARMORS』 集英社〈ジャンプ・コミックス〉、全2巻
  1. 「忠義再び」 2011年8月4日発売、ISBN 978-4-08-870278-0
  2. 「その日まで」 2011年9月4日発売、ISBN 978-4-08-870299-5